# Helsinki (Verwaltungsgemeinschaft)

Lage der Verwaltungsgemeinschaft Helsinki in Finnland

Die Verwaltungsgemeinschaft Helsinki (finnisch Helsingin seutukunta, schwedisch Helsingfors ekonomiska region) ist eine von zwei Verwaltungsgemeinschaften (seutukunta) in der finnischen Landschaft Uusimaa. Zu ihr gehört der östliche Teil der Landschaft samt der namensgebenden Hauptstadt Helsinki. Die Verwaltungsgemeinschaft ist nicht identisch mit der Region Helsinki. 2009 wurde die ehemalige Verwaltungsgemeinschaft Lohja der Verwaltungsgemeinschaft Helsinki angeschlossen. Am 1. Januar 2011 schloss sich die Gemeinde Sipoo der Verwaltungsgemeinschaft Helsinki an.
Zur Verwaltungsgemeinschaft Helsinki gehören folgende 17 Städte und Gemeinden:
- Espoo
- Helsinki
- Hyvinkää
- Järvenpää
- Karkkila
- Kauniainen
- Kerava
- Kirkkonummi
- Lohja
- Mäntsälä
- Nurmijärvi
- Pornainen
- Sipoo
- Siuntio
- Tuusula
- Vantaa
- Vihti